# Terytorialna służba wojskowa
Terytorialna służba wojskowa, TSW – rodzaj czynnej służby wojskowej w Siłach Zbrojnych RP, pełnionej w jednostkach wojskowych i związkach organizacyjnych Wojsk Obrony Terytorialnej oraz w Dowództwie Wojsk Obrony Terytorialnej.
Została wprowadzona 1 stycznia 2017, ustawą z dnia 16 listopada 2016 r. o zmianie ustawy o powszechnym obowiązku obrony Rzeczypospolitej Polskiej oraz niektórych innych ustaw.

## Odbywanie służby
Terytorialną służbę wojskową odbywa się dobrowolnie w formie rotacyjnej lub dyspozycyjnej, w okresie od roku do sześciu lat, z możliwością przedłużenia o kolejny okres. TSW w formie rotacyjnej pełni się w jednostce wojskowej w czasie wyznaczonym przez jej dowódcę, natomiast pozostały czas, w którym żołnierz pozostaje w ciągłej gotowości do pełnienia służby rotacyjnej, określono mianem służby dyspozycyjnej.